# Bovista
Bovista (bovisten) is een geslacht uit de familie Lycoperdaceae. De typesoort is de loodgrijze bovist (Bovista plumbea).

## Kenmerken
Dit zijn soorten met kleine tot middelgrote en bovengrondse vruchtlichamen. Ze zijn meestal bolvormig, soms ook peervormig en komen bij rijping soms los van het mycelium. De gleba is aanvankelijk wit, later olijfgroen tot zwartbruin. Een subgleba is afwezig of compact. Het capillitium is van het type Bovista of Lycoperdon, tussenvormen zijn mogelijk. De bovisten hebben een tweelaagse experidia die eraf vallen als ze rijp zijn of in de vorm blijven van onopvallende schubben of vlokken. De papierachtige of perkamentachtige eindperidia openen zich aan de top.

## Onderverdeling
Het geslacht Bovista omvat onder ander de volgende soorten:
- Bovista nigrescens (zwartwordende bovist)
- Bovista graveolens (zwartbruine bovist)
- Bovista plumbea (loodgrijze bovist)
- Bovista colorata (gelige bovist)
- Bovista aestivalis (melige bovist)
- Bovista limosa (dwergbovist)
- Bovista pusilla (kleine bovist)

Naast Bovista zijn er zwammen uit andere geslachten die eveneens informeel als bovist te boek staan zoals:
- Calvatia gigantea (reuzenbovist)
- Calvatia utriformis (ruitjesbovist)
- Disciceda bovista (grote kop-op-schotel)
- Scleroderma citrinum (gele aardappelbovist)

## Soorten
Volgens Index Fungorum telt het geslacht 100 soorten (peildatum januari 2023):
| Soortnaam                                 | Auteur(s)                              | Publicatiejaar |
| ----------------------------------------- | -------------------------------------- | -------------- |
| Bovista acocksii                          | De Villiers, Eicker & Van der Westh.   | 1989           |
| Bovista aenea                             | Kreisel                                | 1967           |
| Bovista aestivalis (Melige bovist)        | (Bonord.) Demoulin                     | 1979           |
| Bovista africana                          | Kreisel                                | 1967           |
| Bovista albosquamosa                      | Kreisel                                | 1964           |
| Bovista altaica                           | Rebriev & I.A. Gorbunova               | 2017           |
| Bovista amethystina                       | Cooke & Massee                         | 1888           |
| Bovista antarctica                        | Speg.                                  | 1887           |
| Bovista apedicellata                      | G. Cunn.                               | 1943           |
| Bovista arachnoides                       | Speg.                                  | 1887           |
| Bovista ardosiacea                        | (Bull.) Herter                         | 1933           |
| Bovista betpakdalinica                    | Schwarzman & Philim.                   | 1970           |
| Bovista bovistoides                       | (Cooke & Massee) S. Ahmad              | 1952           |
| Bovista brunnea                           | Berk.                                  | 1855           |
| Bovista cacao                             | P. Ponce de León                       | 1975           |
| Bovista californica                       | Kreisel                                | 1967           |
| Bovista capensis                          | (Fr.) J.C. Coetzee & A.E. van Wyk      | 2005           |
| Bovista cisneroi                          | Speg.                                  | 1881           |
| Bovista citrina                           | (Berk. & Broome) Bottomley             | 1948           |
| Bovista colorata (Gelige bovist)          | (Peck) Kreisel                         | 1964           |
| Bovista concinna                          | S. Ahmad                               | 1949           |
| Bovista coprophila                        | (Cooke & Massee) G. Cunn.              | 1943           |
| Bovista cretacea                          | T.C.E. Fr.                             | 1914           |
| Bovista cunninghamii                      | Kreisel                                | 1967           |
| Bovista dakotensis                        | (Brenckle) Kreisel                     | 1964           |
| Bovista dealbata                          | Berk. ex Massee                        | 1888           |
| Bovista disciseda                         | Rebriev & I.A. Gorbunova               | 2017           |
| Bovista dominicensis                      | (Massee) Kreisel                       | 1964           |
| Bovista dryina                            | (Morgan) Demoulin                      | 1979           |
| Bovista dubiosa                           | Speg.                                  | 1881           |
| Bovista elegans                           | Speg.                                  | 1927           |
| Bovista flaccida                          | (Lloyd) Kreisel                        | 1967           |
| Bovista flavobrunnea                      | Petch                                  | 1950           |
| Bovista fuegiana                          | V.L. Suárez & J.E. Wright              | 1994           |
| Bovista fulva                             | Massee                                 | 1888           |
| Bovista glacialis                         | Kreisel                                | 1964           |
| Bovista glaucocinerea                     | Speg.                                  | 1881           |
| Bovista grandipora                        | Trierv.-Per., Kreisel & Baseia         | 2010           |
| Bovista grisea                            | Schwarzman & Philim.                   | 1970           |
| Bovista gunnii                            | (Berk.) Kreisel                        | 1964           |
| Bovista halophila                         | Kreisel & Hauskn.                      | 2002           |
| Bovista helenae                           | Rebriev                                | 2017           |
| Bovista herrerae                          | Kreisel                                | 1967           |
| Bovista heterocapilla                     | Kreisel                                | 1967           |
| Bovista himalaica                         | Yousaf, Kreisel & Khalid               | 2012           |
| Bovista hollosii                          | Jeppson, Finy & E. Larss.              | 2016           |
| Bovista incarnata                         | Massee                                 | 1892           |
| Bovista jonesii                           | P.W. Graff                             | 1913           |
| Bovista kazachstanica                     | Schwarzman & Philim.                   | 1970           |
| Bovista kreiselii                         | Trierv.-Per. & R.M.B. Silveira         | 2017           |
| Bovista kurczumensis                      | Philim. & Vasyag.                      | 1970           |
| Bovista kurgaldzhinica                    | Schwarzman & Philim.                   | 1970           |
| Bovista lauterbachii                      | (Henn.) Sacc. & P. Syd.                | 1899           |
| Bovista leonoviana                        | Philim. & Vasyag.                      | 1970           |
| Bovista leucoderma                        | Kreisel                                | 1964           |
| Bovista limosa (Dwergbovist)              | Rostr.                                 | 1894           |
| Bovista longicauda                        | Mrkos                                  | 1926           |
| Bovista longispora                        | Kreisel                                | 1967           |
| Bovista longissima                        | Kreisel                                | 1967           |
| Bovista lycoperdoides                     | (Cooke) S. Ahmad                       | 1952           |
| Bovista macrospora                        | Perdeck                                | 1950           |
| Bovista magellanica                       | Speg.                                  | 1887           |
| Bovista membranacea                       | Lohwag                                 | 1931           |
| Bovista monticola                         | Speg.                                  | 1896           |
| Bovista nigra                             | Velen.                                 | 1947           |
| Bovista nigrescens (Zwartwordende bovist) | Pers.                                  | 1794           |
| Bovista oblongispora                      | (Lloyd) Bottomley                      | 1948           |
| Bovista ochrotricha                       | Kreisel                                | 1967           |
| Bovista pallida                           | Velen.                                 | 1922           |
| Bovista paludosa                          | Lév.                                   | 1846           |
| Bovista perpusilla                        | Speg.                                  | 1898           |
| Bovista pila                              | Berk. & M.A. Curtis                    | 1873           |
| Bovista plumbea (Loodgrijze bovist)       | Pers.                                  | 1795           |
| Bovista polymorpha                        | Kreisel                                | 1964           |
| Bovista promontorii                       | Kreisel                                | 1967           |
| Bovista psammophila                       | A.C.M. Rodrigues, Baseia & M.P. Martín | 2019           |
| Bovista pulyuggeodes                      | Grgur.                                 | 1997           |
| Bovista pusilla (Kleine bovist)           | (Batsch) Pers.                         | 1801           |
| Bovista pusilliformis                     | (Kreisel) Kreisel                      | 1964           |
| Bovista radicata                          | Massee                                 | 1888           |
| Bovista reunionis                         | Kreisel & Hauskn.                      | 2006           |
| Bovista ruizii                            | T. Herrera                             | 1960           |
| Bovista schwarzmanniana                   | Philim.                                | 1970           |
| Bovista sclerocystis                      | Calonge, Kreisel & Guzmán              | 2004           |
| Bovista sempervirentium                   | Kreisel                                | 1967           |
| Bovista septima                           | (Lloyd) Kreisel & Calonge              | 1996           |
| Bovista singeri                           | V.L. Suárez & J.E. Wright              | 1994           |
| Bovista subcatastoma                      | Rebriev & I.A. Gorbunova               | 2017           |
| Bovista sublaevispora                     | V.L. Suárez & J.E. Wright              | 1994           |
| Bovista substerilis                       | Kreisel                                | 1976           |
| Bovista sulphurea                         | Velen.                                 | 1947           |
| Bovista termitum                          | R. Heim                                | 1977           |
| Bovista tomentosa                         | (Vittad.) De Toni                      | 1888           |
| Bovista trachyspora                       | (Lloyd) Kreisel                        | 1964           |
| Bovista umbrina                           | Bottomley                              | 1948           |
| Bovista vascelloides                      | Kreisel                                | 1976           |
| Bovista vassjaginiana                     | Philim. & Schwarzman                   | 1970           |
| Bovista verrucosa                         | G. Cunn.                               | 1943           |
| Bovista yasudae                           | Lloyd                                  | 1936           |
| Bovista zeyheri                           | Berk. ex Massee                        | 1888           |